# 윤치소
윤치소(尹致昭, 1871년 8월 25일 ~ 1944년 2월 20일)는 조선 말기의 문신, 정치인이자 일제강점기의 금융인 겸 기업인이다. 조선 말에 사헌부감찰을 거쳐 동학 농민 운동 때 농민군의 약탈에 맞서 창의를 조직하였다. 대한민국 4대 대통령인 윤보선의 아버지이다.

## 생애

### 생애 초기

#### 출생과 가계
윤치소는 1871년 8월 25일에 충청남도 아산에서 무관 출신 윤영렬과 청주 한씨 한진숙의 6남 3녀 중 차남으로 태어났다. 형제로는 형 윤치오, 동생 윤치성, 윤치병, 윤치명, 윤치영, 이름 미상 등 다섯 동생과 윤활란과 윤노덕, 이복 형제로는 이름미상의 이복동생 1명과 윤치정, 윤치일, 이복여동생으로 윤인희, 윤길희와 이름미상인 1명의 누이가 더 있었다.

사촌 형 윤치호

윤치소는 조선 선조 때 형제 정승인 윤두수와 윤근수의 후손으로, 8대조 윤흔은 선조 때 문과에 급제하고 삼사를 거쳐 자헌대부 중추부지사에 이르렀고, 임진왜란 때 선조의 어가를 의주까지 따른 공로로 호종공신으로 사후 의정부좌의정에 추증되었다. 7대조 윤취지는 광해군 때 생원시에 합격하고 관직은 가선대부 동지중추부사에 이르렀다. 6대조 윤채(尹埰, 1603~1671) 인조 때 진사시에 합격하여 관직은 세자익위사 사어에 이르렀다. 5대조 윤세겸(尹世謙, 1668~1748)는 윤채의 아들이며 가선대부 동지돈녕부사를 지냈다. 그러나 고조부 윤발(尹潑, 1728~1798) 때에 가계가 몰락하여 윤발은 관직을 지내지 못했다. 증조부 윤득실(尹得實, 1768~1823)은 통덕랑에 이르렀지만 술을 좋아하여 58세의 나이로 사망하고 말았다.
그 뒤 그의 가세는 몰락하여 경기도 수원에 거주하였으며 윤득실의 셋째아들이자 그의 할아버지였던 윤취동의 대에 한직인 지중추부사로 관직에 올랐다. 증조부 윤득실의 대에 충청남도 천안으로 내려왔고, 윤득실의 셋째 아들인 그의 할아버지 윤취동은 분가하여 충청남도 아산군 둔포에 정착했다. 큰아버지 윤웅렬이 무과에 급제하고 아버지 윤영렬이 중앙 관직에 진출하였으며 사촌 형 윤치호가 다시 외무부, 학부 협판과 한성부판윤으로 출세하여 가세를 일으켰다.
처가는 충청남도 아산의 부호로, 처조부는 이인수(李寅琇)이고, 장인 이봉하는 대한제국 시절 중추원 의관에 선발되기도 했다.

#### 초기 활동
그는 유년기에 의친왕 이강, 이종훈, 권동진 등과 필운학당에서 수학하였다. 그 뒤 관직에 올라 사헌부감찰이 되었다.
할아버지 윤취동의 대에 재산을 축적하였으므로 유복한 유년기를 보냈다. 그가 청소년기 무렵 백부 윤웅렬, 부친 윤영렬, 사촌 형 윤치호 등이 조정에 출사하여 집안을 일으키면서 가세를 일으켰다. 그가 성인이 될 무렵 그의 집은 굉장한 부자여서 집의 크기가 200칸이나 되었다고 한다. 그러나 그는 사소한 동전 한닢도 낭비하지 않을만큼 절약정신이 강하였다.
동학농민운동 당시 아산 출신 조중양(趙重錫) 등과 함께 300명 정도를 모아서 의병을 조직하고 창의통문을 천안, 아산, 온양 지역에 돌리고 천안 지역에서 활동을 벌이기도 했다. 이때 그는 조선에 들어온 청나라 군대의 참외약탈 등을 주변에 알려 제지하기도 했다. 그는 충청의병 대장으로 추대되고, 1894년 10월 ~ 11월 당시 백여명의 병력을 이끌고 천안, 아산 일대에서 동학군 토벌에 출정했다. 1894년 10월 21일 순무영 본진 별군관(別軍官)에 제수되고, 1894년 11월 1일에는 순무영 선봉 별군관으로 의병소 통령(義兵所統領)을 겸하여 천안을 출발, 380여명의 병력을 이끌고 예산과 신창 지역의 동학군 토벌에 참여했다. 1896년 6월 휘릉참봉(徽陵參奉)이 되었다.
윤치호는 1894년 2월, 상해 YMCA의 조선문제에 관한 연설에서 그는 "평화적 또는 폭력적 내부혁명만이 조선의 유일한 구제책이다."라고 주장했고, 동년 5월 동학당의 봉기가 삼남지방에 만연되고 있다는 소식을 듣고, "악으로 물들고 피로 얼룩진 정부를 때려부스는 일이라면 어떠한 일도 환영하고 또 환영한다."라고 주장했다. 윤치호의 동학 농민 혁명 지지 선언이 알려지자 처음에 이들은 당황해하였으나, 이내 평정심을 찾고 동비 토벌을 계속한다.
전주 이씨로 광평대군의 후손인 이봉하(李鳳夏)의 무남독녀 딸 이범숙과 결혼하여 16남매를 두고, 그 중 6남 3녀가 장성할 때까지 살아남았다. 첫째 아들이 윤보선으로 독립운동가 겸 정치인이자 국회의원, 대통령을 지냈으며, 셋째 아들은 윤원선인데 셋째 며느리 이진완은 조선 26대왕 고종의 생부 흥선대원군의 증손녀이며, 흥친왕의 손녀이고 영선군 이준용의 딸이다. 넷째 아들 윤택선은 동생 윤치병의 양자가 되었는데, 화학공학자 윤창구의 아버지이다.

### 대한제국 시절

#### 관직 사퇴와 기업 활동

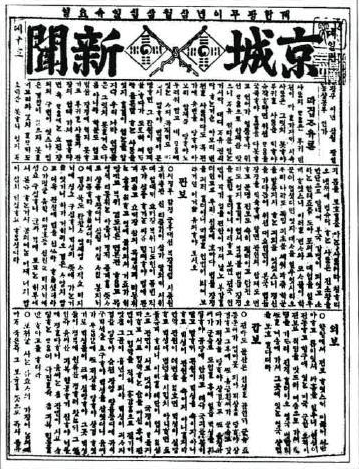
1899년 3월 30일자 경성신문

1897년 아들 윤보선이 태어났다. 윤보선은 후에 대한민국 제4대 대통령이 되었다. 1898년 사촌 형인 윤치호 등과 함께 경성신문을 창간하여 활동했다. 한편 그는 30여 명의 대가족을 부양하였으며, 이재와 수완에 능한 점을 눈여겨본 그의 아버지 윤영렬은 일찍부터 그에게 집안 재정을 맡겼다 한다. 집안의 재정을 맡은 그는 자녀, 동생, 조카 등 친척의 학비를 댔다.
윤치소는 단독으로 50만원을 투자하여 경성방직회사를 만들어 광목을 생산하였 다. 1898년(광무 1년) 3월 2일 사촌 형 윤치호 등과 함께 경성신문을 창간하고 고정필진의 한사람으로 활동하였다. 그러나 경영난으로 이듬해 9월 남궁 억이 인수하게 된다. 이때 기업활동에 참여한 경험으로 후일 을사조약 이후 기업 활동에 전념한다. 1901년(광무 4년) 1월 중추원의관에 제수되고 9월 2일 다시 중추원의관에 임명되었으나 9월 6일 사퇴하였다.
이후 정3품에 제수었으나 1905년(광무 8년) 을사 보호 조약으로 국권이 피탈되자 관직을 사퇴한다. 본래 할아버지 윤취동의 유산으로 아산과 천안의 만석꾼이었다. 1905년부터는 기업 활동에도 이사, 주주 등으로 참여하고, 토지 매입과 함께 성실성, 근면성 등으로 토지를 늘려 대지주가 되었다.

#### 을사보호조약 이후
1905년(광무 8년) 7월 광장주식회사 감사가 되고 1905년 11월 을사 보호 조약이 체결되자 관직을 사퇴하였다. 1907년 6월 태극학회가 설립되자 찬조금모집 발기인의 한사람으로 모금활동을 하였고, 태극학회 창립발기인으로 학회 창설을 주관하였다. 1907년(융희 1년) 11월 5일에는 아안의 유기영(柳冀暎) 등과 함께 백성 교육의 필요성을 들어 학교설립을 청하는 탄원서를 올렀다.
1909년 대한협회에 회원으로 활동하였다. 1909년 대한천일은행의 감사로 위촉되고 1910년 1월 사재를 투자하여 광업주식회사를 설립하고 사주가 되었다. 그해 3월 국민경제회 이사로 위촉되었다.
1910년 윤치소는 경성직뉴주식회사의 사장에 취임하였다. 이 회사는 뒤에 재정난으로 호남 출신 교육자 겸 사업가 인촌 김성수가 인수했다. 민대식(閔大植)과 50만원씩 공동 투자하여 조선광업주식회사도 경영하였다. 서울 안동교회는 박승봉,유성준등이 주도하여 설립한 교회이지만 윤치소가 1917년에 장로직을 맡은 이후 일정치하의 어려운시기에 그는 세상을 떠나는 날까지 27년간 명실공히 정신적으로나 재정적으로 교회를 이끈 중심인물이었다. 그해 7월 23일에 정삼품에서 종이품 가선대부가 되고, 8월 자헌대부(資憲大夫)에 임명되었으나 10월 1일 한일 합방 조약이 체결되자 관직을 사퇴하고 남작위도 거절하였다.

### 일제 강점기 이후

#### 한일 강제 병합 직후
한일 강제 병합 이후에는 관직에서 물러나 사업가로 활동했다. 윤치소는 청년지식교환회를 결성하고 매주 일회씩 정기적인 모임을 가졌다.
이후 윤치소는 잡화상회인 가나다 상점을 개업하였는데, 윤치영의 증언에 의하면 국산품 장려와 민족 자강운동의 일환으로 가나다 상점을 개업하였다 한다. 가나다 상점은 물밀 듯 들어오는 일본 상품에 맞서는 국산품을 생산도 하고 판매도 하였다.
가나다 상점에서 판매하던 제품 중에는 충정공 민영환의 충절을 기리는 뜻에서 도자기에 대나무를 그려 구은 분원자기(粉院磁器) 죽절필통(竹節筆筒)이 있다. 윤치영의 증언에 의하면 이 도자기는 경기도 광주의 분원요에서 개발한 상품인데, 을사조약에 항의하여 자결한 민영환(閔泳煥)의 사진과 피를린 그의 방에서 자생한 혈죽(血竹)을 그려 넣은 필통 이었다.
이후 윤치소는 각지에서 투자자를 모았는데, 가나다 상점은 윤치소가 주동이 되고 유명 지사들이 공동투자한 판매조직이며 유지들이 매일 한 사람씩 일일 점원을 자원하여 말총모자, 무명두루마기, 미투리 등을 걸친 편안한 차림으로 나와서 상점을 지키며 물건을 팔았다 한다. 윤치소의 상점에서 팔던 상품은 상품도 가지가지여서 토산품, 서점과 학용품, 수건 등 각종 생활용품 등을 팔았다 한다. 그리고 윤치소의 동생인 윤치성이 조선 피혁회사에서 개발한 가벼운 단화 구두도 망라되어 있었다.
1911년 5월 당시 조선상업은행 감사에 취임하였고, 동양서원(東洋書院)과 혁신점(革新店)을 경영하면서 분원자기주식회사 감사를 지냈다. 1915년 주식회사 광업(廣業)의 중역이 되었다.

#### 기업, 사회 활동
그 뒤 각종 사업에 손댔으나 대부분 실패하였다. 1912년 12월 광업주식회사 전무취체역이 되었다. 1912년 12월 동양서원과 동양서원출판사를 운영하다가 1913년 2월 매각하고 양화점인 혁신상점을 인수하여 운영하였다. 1920년 2월 경성고등학교야구제회 이사에 위촉되었다.
1920년 6월 이상재, 유진태 등과 조선교육회를 설립을 주도해 창립이사가 되었다. 6월 20일 한규설, 이상재, 유근 등과 함꺼 안국동 자인의 사저에어 교육회 창립에 참여했다. 6월 26일 조선교육회 이사에 선임되었다. 그는 1910년 11월 15일에 개교한 경성부 중부 돈화동의 사립 정경학교(貞慶學校)의 재단 이사로 참여했고, 주기적으로 기탁금을 기부, 후원했다.
그밖에 안동교회 장로로도 활동했다. 1920년대 초에는 민립대학 설립운동에 참여하여 이상재, 한규설 등과 민립대학 설립운동 발기인의 한사람이 되었다. 1920년 12월 경성부 학교평의회 위원에 위촉됐다.
1921년 3월 30일 경성부의 고학생 후원회에 백미 2표를 기탁하였다.
1924년 4월부터 조선총독부 중추원 참의를 3년간 역임하였다. 1926년 8월 20일 노량진의 한강 선상에서 열린 청구구락부의 비밀회의에서 신동지 후보로 추천되기도 했다.
1932년 2월 21일 당시 윤치소가 소유한 아산 등의 땅에는 농감이 50명이 되었다고 한다. 이들 농감은 오작과 생산량을 감독했다.
그는 경성의 재동공립보통학교를 15년간 후원하고 기탁금을 기부했다. 1935년 3월 21일 재동공립보통학교장이 후원자 3인을 표창할 때 표창장을 받았다. 1934년 11월 6일에는 수원고등학교에 850원의 기탁금을 기부하였다.

#### 사망
1937년 8월 당시 쌀 120가마에 해당하는 2천원을 일제에 국방헌금으로 기증하고 9월에는 애국경기도호 군용기헌납기성회 집행위원에 선출되었다. 1938년 4월 범기독교 연합단체인 조선기독교연합회 평의원에 선출되었다. 9월 흥업구락부 사건에 연루되어 종로경찰서에 체포되었으나 혐의점이 없어 기소유예 처분을 받고 석방되었다. {{아버지 윤영렬의 사후 해평윤씨 문중의 문장(問長)으로 선출되어 집안 대소사를 주관하기도 했다.
1941년 9월 조선임전보국단이 설립될 때 경성지역 발기인의 명단에 올랐지만 참석을 거부하였다. 그해 11월 조선예수교장로회 애국기 헌납 기성회 서기에 천거되기도 했다. 1944년 2월 20일에 74세의 나이로 사망하였다.

### 사후
사촌 윤치호에 의하면 그는 이재에 밝은 수완가라 했다. 윤치호는 삼촌 윤영렬이 거지가 되지 않은 것이 그의 공적이라는 평을 남겼다.
1907년(광무 10년) 그가 건립한 윤보선 생가는 1984년 12월 24일 중요민속자료 제  지정되었다.

## 역사학자 이병도 가문과의 관계
역사학자 두계 이병도와는 이중으로 사돈관계를 형성했다. 이병도는 윤치영의 처남인 동시에 윤치소의 사돈이었다.
윤치소의 넷째 딸 윤계경(尹桂卿, 1916년 2월 13일 ~ 2004년 6월 29일)은 이재영(李宰寧, 1913년 7월 22일 ~ 1997년 3월 9일)과 결혼했다. 이재영은 이병도의 형 이병묵(李炳默)의 아들로, 수군절도사 이봉구(李鳳九)의 손자이다.
윤치소의 동생 동산 윤치영은 이병영(李丙暎, 1900년 ~ 1920년)과 결혼했는데, 이병영은 역사학자 이병도의 여동생이었다.
이병도, 이병묵은 윤치소의 동생 윤치영의 처남인 동시에 윤치영의 형 윤치소의 사돈이었다. 동시에 이병도, 이병묵의 6촌 형 이병림은 윤치소, 윤치영의 매제, 매형이 된다. 윤치소의 여동생이자 윤치영의 둘째 누나인 윤정숙(尹貞淑)은 이병도, 이병묵의 6촌 형 이병림(李丙琳)과 결혼했다. 또한, 윤치오의 아들인 윤승선은  이병도의 6촌 여동생인 이을남과 결혼했다.

## 가족 관계
부인 이범숙 역시 아산의 부호가이자 대한제국 말기 중추원 의관을 지낸 이재룡의 딸이었다.
1934년의 조선중앙일보의 뉴스 보도에 의하면 윤원선은 그의 여섯째 아들이라 한다.
|                       |                       |                                     |                                     |                                     |                                     |                                     |                                     |  |  |                                                   |                                                   |                                                   |                                                   |                                                   |                                                   | 윤취동 (尹取東) 1798~1863 |  |                                     |                                     |                                     |                                     |                                     |                                     |  |  |                                     |                                     |                                     |                                     |                                     |                                     |                                     |                                     |                                     |                                     |                                     |                                     |                                     |                                     |  |  |                                     |                                     |                                     |                                     |                                     |                                     |                           |                           |                           |                           |                           |                           |                           |                           |                           |                           |  |  |                           |                           |                           |                           |                           |                           |  |  |           |           |           |           |           |           |
|                       |                       |                                     |                                     |                                     |                                     |                                     |                                     |  |  |                                                   |                                                   |                                                   |                                                   |                                                   |                                                   |                           |  |                                     |                                     |                                     |                                     |                                     |                                     |  |  |                                     |                                     |                                     |                                     |                                     |                                     |                                     |                                     |                                     |                                     |                                     |                                     |                                     |                                     |  |  |                                     |                                     |                                     |                                     |                                     |                                     |                           |                           |                           |                           |                           |                           |                           |                           |                           |                           |  |  |                           |                           |                           |                           |                           |                           |  |  |           |           |           |           |           |           |
|                       |                       |                                     |                                     |                                     |                                     |                                     |                                     |  |  |                                                   |                                                   |                                                   |                                                   |                                                   |                                                   |                           |  |                                     |                                     |                                     |                                     |                                     |                                     |  |  |                                     |                                     |                                     |                                     |                                     |                                     |                                     |                                     |                                     |                                     |                                     |                                     |                                     |                                     |  |  |                                     |                                     |                                     |                                     |                                     |                                     |                           |                           |                           |                           |                           |                           |                           |                           |                           |                           |  |  |                           |                           |                           |                           |                           |                           |  |  |           |           |           |           |           |           |
| 윤씨 (尹氏) 1835~1920 | 윤씨 (尹氏) 1835~1920 | 윤씨 (尹氏) 1835~1920               | 윤씨 (尹氏) 1835~1920               | 윤씨 (尹氏) 1835~1920               | 윤씨 (尹氏) 1835~1920               |                                     |                                     |  |  | 반계 윤웅렬 (磻溪 尹雄烈) 1840~1911 윤웅렬 가계도 | 반계 윤웅렬 (磻溪 尹雄烈) 1840~1911 윤웅렬 가계도 | 반계 윤웅렬 (磻溪 尹雄烈) 1840~1911 윤웅렬 가계도 | 반계 윤웅렬 (磻溪 尹雄烈) 1840~1911 윤웅렬 가계도 | 반계 윤웅렬 (磻溪 尹雄烈) 1840~1911 윤웅렬 가계도 | 반계 윤웅렬 (磻溪 尹雄烈) 1840~1911 윤웅렬 가계도 |                           |  |                                     |                                     |                                     |                                     |                                     |                                     |  |  |                                     |                                     |                                     |                                     | 연구 윤영렬 (蓮龜 尹英烈) 1854~1939 | 연구 윤영렬 (蓮龜 尹英烈) 1854~1939 | 연구 윤영렬 (蓮龜 尹英烈) 1854~1939 | 연구 윤영렬 (蓮龜 尹英烈) 1854~1939 | 연구 윤영렬 (蓮龜 尹英烈) 1854~1939 | 연구 윤영렬 (蓮龜 尹英烈) 1854~1939 |                                     |                                     |                                     |                                     |  |  |                                     |                                     |                                     |                                     |                                     |                                     | 한진숙 (韓鎭淑) 1851~1938 | 한진숙 (韓鎭淑) 1851~1938 | 한진숙 (韓鎭淑) 1851~1938 | 한진숙 (韓鎭淑) 1851~1938 | 한진숙 (韓鎭淑) 1851~1938 | 한진숙 (韓鎭淑) 1851~1938 |                           |                           |                           |                           |  |  |                           |                           |                           |                           |                           |                           |  |  |           |           |           |           |           |           |
| 윤씨 (尹氏) 1835~1920 | 윤씨 (尹氏) 1835~1920 | 윤씨 (尹氏) 1835~1920               | 윤씨 (尹氏) 1835~1920               | 윤씨 (尹氏) 1835~1920               | 윤씨 (尹氏) 1835~1920               |                                     |                                     |  |  | 반계 윤웅렬 (磻溪 尹雄烈) 1840~1911 윤웅렬 가계도 | 반계 윤웅렬 (磻溪 尹雄烈) 1840~1911 윤웅렬 가계도 | 반계 윤웅렬 (磻溪 尹雄烈) 1840~1911 윤웅렬 가계도 | 반계 윤웅렬 (磻溪 尹雄烈) 1840~1911 윤웅렬 가계도 | 반계 윤웅렬 (磻溪 尹雄烈) 1840~1911 윤웅렬 가계도 | 반계 윤웅렬 (磻溪 尹雄烈) 1840~1911 윤웅렬 가계도 |                           |  |                                     |                                     |                                     |                                     |                                     |                                     |  |  |                                     |                                     |                                     |                                     | 연구 윤영렬 (蓮龜 尹英烈) 1854~1939 | 연구 윤영렬 (蓮龜 尹英烈) 1854~1939 | 연구 윤영렬 (蓮龜 尹英烈) 1854~1939 | 연구 윤영렬 (蓮龜 尹英烈) 1854~1939 | 연구 윤영렬 (蓮龜 尹英烈) 1854~1939 | 연구 윤영렬 (蓮龜 尹英烈) 1854~1939 |                                     |                                     |                                     |                                     |  |  |                                     |                                     |                                     |                                     |                                     |                                     | 한진숙 (韓鎭淑) 1851~1938 | 한진숙 (韓鎭淑) 1851~1938 | 한진숙 (韓鎭淑) 1851~1938 | 한진숙 (韓鎭淑) 1851~1938 | 한진숙 (韓鎭淑) 1851~1938 | 한진숙 (韓鎭淑) 1851~1938 |                           |                           |                           |                           |  |  |                           |                           |                           |                           |                           |                           |  |  |           |           |           |           |           |           |
|                       |                       |                                     |                                     |                                     |                                     |                                     |                                     |  |  |                                                   |                                                   |                                                   |                                                   |                                                   |                                                   |                           |  |                                     |                                     |                                     |                                     |                                     |                                     |  |  |                                     |                                     |                                     |                                     |                                     |                                     |                                     |                                     |                                     |                                     |                                     |                                     |                                     |                                     |  |  |                                     |                                     |                                     |                                     |                                     |                                     |                           |                           |                           |                           |                           |                           |                           |                           |                           |                           |  |  |                           |                           |                           |                           |                           |                           |  |  |           |           |           |           |           |           |
|                       |                       |                                     |                                     |                                     |                                     |                                     |                                     |  |  |                                                   |                                                   |                                                   |                                                   |                                                   |                                                   |                           |  |                                     |                                     |                                     |                                     |                                     |                                     |  |  |                                     |                                     |                                     |                                     |                                     |                                     |                                     |                                     |                                     |                                     |                                     |                                     |                                     |                                     |  |  |                                     |                                     |                                     |                                     |                                     |                                     |                           |                           |                           |                           |                           |                           |                           |                           |                           |                           |  |  |                           |                           |                           |                           |                           |                           |  |  |           |           |           |           |           |           |
|                       |                       |                                     |                                     |                                     |                                     |                                     |                                     |  |  |                                                   |                                                   |                                                   |                                                   |                                                   |                                                   |                           |  |                                     |                                     |                                     |                                     |                                     |                                     |  |  |                                     |                                     |                                     |                                     |                                     |                                     |                                     |                                     |                                     |                                     |                                     |                                     |                                     |                                     |  |  |                                     |                                     |                                     |                                     |                                     |                                     |                           |                           |                           |                           |                           |                           |                           |                           |                           |                           |  |  |                           |                           |                           |                           |                           |                           |  |  |           |           |           |           |           |           |
|                       |                       | 동암 윤치오 (東庵 尹致旿) 1869~1950 | 동암 윤치오 (東庵 尹致旿) 1869~1950 | 동암 윤치오 (東庵 尹致旿) 1869~1950 | 동암 윤치오 (東庵 尹致旿) 1869~1950 | 동암 윤치오 (東庵 尹致旿) 1869~1950 | 동암 윤치오 (東庵 尹致旿) 1869~1950 |  |  | 동야 윤치소 (東野 尹致昭) 1871~1944               | 동야 윤치소 (東野 尹致昭) 1871~1944               | 동야 윤치소 (東野 尹致昭) 1871~1944               | 동야 윤치소 (東野 尹致昭) 1871~1944               | 동야 윤치소 (東野 尹致昭) 1871~1944               | 동야 윤치소 (東野 尹致昭) 1871~1944               |                           |  | 악연 윤치성 (岳淵 尹致晟) 1875~1936 | 악연 윤치성 (岳淵 尹致晟) 1875~1936 | 악연 윤치성 (岳淵 尹致晟) 1875~1936 | 악연 윤치성 (岳淵 尹致晟) 1875~1936 | 악연 윤치성 (岳淵 尹致晟) 1875~1936 | 악연 윤치성 (岳淵 尹致晟) 1875~1936 |  |  | 간송 윤치병 (澗松 尹致昞) 1880~1940 | 간송 윤치병 (澗松 尹致昞) 1880~1940 | 간송 윤치병 (澗松 尹致昞) 1880~1940 | 간송 윤치병 (澗松 尹致昞) 1880~1940 | 간송 윤치병 (澗松 尹致昞) 1880~1940 | 간송 윤치병 (澗松 尹致昞) 1880~1940 |                                     |                                     | 남강 윤치명 (南岡 尹致明) 1885~1944 | 남강 윤치명 (南岡 尹致明) 1885~1944 | 남강 윤치명 (南岡 尹致明) 1885~1944 | 남강 윤치명 (南岡 尹致明) 1885~1944 | 남강 윤치명 (南岡 尹致明) 1885~1944 | 남강 윤치명 (南岡 尹致明) 1885~1944 |  |  | 동산 윤치영 (東山 尹致暎) 1898~1996 | 동산 윤치영 (東山 尹致暎) 1898~1996 | 동산 윤치영 (東山 尹致暎) 1898~1996 | 동산 윤치영 (東山 尹致暎) 1898~1996 | 동산 윤치영 (東山 尹致暎) 1898~1996 | 동산 윤치영 (東山 尹致暎) 1898~1996 |                           |                           |                           |                           | 윤활란 (尹活蘭) 1884~1967 | 윤활란 (尹活蘭) 1884~1967 | 윤활란 (尹活蘭) 1884~1967 | 윤활란 (尹活蘭) 1884~1967 | 윤활란 (尹活蘭) 1884~1967 | 윤활란 (尹活蘭) 1884~1967 |  |  | 윤노덕 (尹老德) 1889~1979 | 윤노덕 (尹老德) 1889~1979 | 윤노덕 (尹老德) 1889~1979 | 윤노덕 (尹老德) 1889~1979 | 윤노덕 (尹老德) 1889~1979 | 윤노덕 (尹老德) 1889~1979 |  |  | 이름 미상 | 이름 미상 | 이름 미상 | 이름 미상 | 이름 미상 | 이름 미상 |

- 할아버지 : 신덕재 윤취동(尹取東, 1798년 7월 18일 - 1863년 12월 21일)
- 할머니 : 고령 신씨(高靈申氏, 조부 윤취동의 본부인)
- 할머니 : 안동김씨(安東金氏, 1800년? - 1900년 10월)
- 아버지 : 윤영렬(尹英烈, 1854년 4월 15일 - 1939년 11월 4일)
- 어머니 : 청주 한씨 한진숙(韓鎭淑, 1851년 3월 29일 ~ 1938년 2월 18일), 한말 전라도 관찰사와 경상도 관찰사, 육군 참장을 지낸 한진창(韓鎭昌)의 누이
  - 형: 동암 윤치오(東庵尹致旿, 1869년 9월 10일 ~ 1949년 12월 22일)
  - 동생: 악연 윤치성(岳淵尹致晟, 1875년 4월 7일(음력 3월 2일) - 1936년 양력 8월 11일)
  - 동생: 간송 윤치병(澗松尹致昞, 1880년 7월 10일(음력 6월 4일) - 1940년 양력 1월 24일)
  - 동생: 윤치명(尹致明, 1885년[20][21] 음력 9월 - 1944년 양력 4월 21일)
  - 동생: 동산 윤치영(東山尹致暎, 1898년 2월 10일 ~ 1996년 2월 9일) 前 국회부의장
  - 여동생: 윤활란(尹活蘭, ? - ?,  5남 3녀를 둠)
  - 여동생: 윤노덕(尹老德, 1889년 6월 14일 - 1979년 11월 24일, 다른 이름은 윤정숙(尹貞淑), 정동교회 최초의 여성장로 역임.)
  - 매제: 이병림(李丙琳), 사학자 이병도의 6촌 형, 1남 4녀
- 서모 : 신덕경(? ~ 1894년 5월)
  - 이복 남동생 : 윤씨(이름 미상, 요절)
- 서모 : 이름 미상[22], 아버지 윤영렬의 첩
  - 이복 여동생 : 윤씨(이름 미상, 요절)
- 서모 : 장복첨(張福瞻, 1902년 1월 22일 ~ 1950년 8월 3일)
  - 이복 동생 : 윤치정(尹致晶, 1921년 11월 25일 ~ ?)
  - 이복 여동생 : 윤길희(尹吉喜, 1924년 6월 16일 ~ 1973년 6월 28일)
  - 이복 여동생 : 윤인희(尹麟喜, 1927년 1월 17일 ~ ?)
  - 이복 동생 : 윤치일(尹致日, 1935년 2월 10일 ~ 1985년 4월 8일)
- 아내: 이범숙 (李範淑, 호는 명사(明師), 본관은 전주(全州), 1876년 10월 15일 - 1969년 6월 18일, 교회 권사이기도 했다.)
  - 첫째 아들: 前 대통령 해위 윤보선(海葦 尹潽善, 1897년 8월 26일 - 1990년 7월 18일) - 대한민국 제4대 대통령
  - 첫째 며느리 : 여흥 민씨(驪興 閔氏, 1894년 ~ 1937년)
    - 손녀 : 윤완구(尹琓求, 1915년 12월 31일 ~ 2007년 3월 26일[23], 남흥우의 아내)
    - 손녀 : 윤완희(尹完嬉) 화가. 신준호의 아내,(1918~2020)

  - 첫째 며느리 : 前 영부인 공덕귀(孔德貴, 1911년 4월 21일 ~ 1997년 11월 24일, 권사) - 대한민국 제4대 대통령 영부인
    - 손자 : 윤상구(尹商求, 1949년 ~ ) 기업인, 사회기관단체인, 건축자재 사업가.
    - 손자 : 윤동구(尹同求, 1952년 7월 12일 ~ ) 한국예술종합학교 미술원 조형예술과

  - 둘째 아들: 윤완선(尹浣善, 1901년 2월 18일 - 1970년 5월 23일)
  - 둘째 며느리: 이순정(? - 1998년 7월 20일)
    - 손녀 : 윤상경(? ~ 1995년), 가수 남궁연의 어머니
    - 손녀사위 : 남궁식(? ~ 2000년)
    - 손자: 윤정구
    - 손녀 : ?(1921년 ~ ?)

  - 첫째 딸: 윤예경(尹禮卿, 1905년 6월 1일 ~ 2001년, 이화여전 졸업)
  - 첫째 사위: 이능섭[24]
  - 셋째 아들: 활천 윤원선(活泉 尹源善, 1910년 10월 27일 - 1971년 12월 16일)
  - 셋째 며느리: 이진완(李辰琬, 1916년 - 1997년, 영선군 이준용의 서녀[25], 헌의대원왕 증손녀)
    - 손녀:윤유명
    - 손자:윤응구
    - 손자:윤덕구
    - 손녀:윤경자

  - 넷째 아들: 윤한선(尹漢善, 1912년 8월 21일 - 1972년 10월 14일)
  - 넷째 며느리: 김정현[24](? - 2007년 8월 21일)
  - 둘째 딸: 윤의경(尹義卿, 1912년 9월 28일 ~ ?)
  - 둘째 사위: 오진영
  - 다섯째 아들: 윤택선(尹澤善, 1914년 11월 20일 - 1998년 4월 6일)-서울 안동교회 장로 역임[26]
  - 다섯째 며느리: 이기화(1914년 5월 7일 - 1996년 5월 30일)
    - 손자: 윤창구(尹昌求, 1941년 12월 18일 - 1991년 7월 27일), 화학자

  - 여섯째 아들: 윤형선(尹瀅善, 1917년 4월 2일 - ?), 어릴 적 아명은 장군이[27]였다.
  - 여섯째 며느리: 이덕자[24][28]
  - 여섯째 며느리: 변은영[24][29]
    - 손자 : 윤종구
    - 손자 : 윤순구

- - 셋째 딸: 윤계경(尹桂卿, 1918년 2월 13일 ~ 2011년 3월 22일)
  - 셋째 사위: 이재영(李宰寧, 1918년 5월 4일 ~ 2006년 2월 19일), 역사학자 이병도의 형 이병묵(李炳默)의 아들[30]

- 외할아버지 : 한치원(韓致元, 1821년 ~ 1881년, 호는 동랑(冬郎), 부호군 역임)
- 장인 : 이재룡(李鳳夏), 세종대왕의 아들 광평대군의 후손
  - 처조부 : 이인수(李寅琇)
- 사돈 : 남궁억(南宮檍, 1863년 12월 27일 ~ 1939년 4월 5일) - 5촌 조카 윤광선의 장인
- 사돈 : 민영철(閔泳喆, 1864년 ~ 1912년) - 질녀 윤시선의 시부이자 장남 윤보선 前 대통령의 장인. 민영환의 6촌 동생
- 사돈 : 현진건(玄鎭健, 1900년 8월 9일 ~ 1943년 4월 25일) - 7촌 조카사위 현정건의 동생이며, 형 윤치오의 후처 현송자의 6촌 동생
- 사돈 : 손정도(孫貞道, 1872년 7월 26일 ~ 1931년 2월 19일) - 사촌동생 윤치창의 장인
- 사돈 : 손원일(孫元一 , 1909년 5월 5일 ~ 1980년 2월 15일) - 사촌동생 윤치창의 처남

## 일화
혹시 자녀들 중에 휴지 두 장을 한꺼번에 집어서 쓰는 것을 보면 당장 불호령을 내렸다 한다.
그의 신앙활동에 대한 믿음은 극진하였다. 주일 아침이면 일찌감치 아침식사를 마친 뒤에 마당에서 온 식구들을 재촉하였다 한다. 늦잠 자던 아들이나 모양을 내던 며느리들이 허겁지겁 신을 신고 나서면 한 부대를 이끌고 만족한 듯 예배당으로 향하곤 하였다. 그러고는 행여 어느 교인이 빠지지나 않았나 하고 맨 앞자리에 앉아 계속 고개를 돌려 뒤쪽을 바라보곤 했다는 것이다.

### 윤치영과의 관계
한편 그의 동생 윤치영은 청주한씨 한진숙을 어머니라 하였으나, 일설에는 윤치영이 청주한씨 소생이 아니라는 설도 있다. 윤치영이 윤치소의 이복형제라는 설이 있으며, 그의 사촌형인 윤치호는 그의 ‘숙모 한진숙이 슬하에 5남 2녀를 두었다’고 기록했다. 아버지 윤영렬은 7남 3녀를 두었다.

## 같이 보기
- 동학농민운동
- 윤영렬
- 윤보선
- 경방
- 윤치영
- 윤치호
- 이승만
- 김성수
- 개화파
- 윤웅렬
- 윤원선
- 이준용
- 이병도